# Błędów (Grójec)
Pour les articles homonymes, voir Błędów.
Błędów (prononciation : [ˈbwɛnduf]) est un village polonais de la gmina de Błędów dans le powiat de Grójec de la voïvodie de Mazovie dans le centre-est de la Pologne.
Il est le siège administratif de la gmina appelée gmina de Błędów.
Il se situe à environ 16 km au sud-ouest de Grójec (siège du powiat) et à 53 km au sud-ouest de Varsovie (capitale de la Pologne).
Le village possède une population de 999 habitants en 2009.

## Histoire
De 1975 à 1998, le village appartenait administrativement à la voïvodie de Radom.